# Fabrizio Verospi
Fabrizio Verospi (* 1571 in Rom; † 27. Januar 1639 ebendort) war ein italienischer Kardinal und Justizbeamter der Kurie.

## Leben
Verospi wurde 1571 in Rom als Sohn von Girolamo Verospi und seiner Frau Penelope Gabrielli geboren. Er war Onkel von Girolamo Verospi, der später ebenfalls zum Kardinal erhoben wurde.
Er studierte Rechtswissenschaften in Rom und Perugia und dann an der Universität Bologna, wo er in utroque iure promovierte. Danach war er als Hausprälat, Auditor von Fermo und 1595 als Referent der Apostolischen Signatur tätig. Im Jahr 1597 wurde er zum Gouverneur von Cesena und dann von Fermo ernannt.
1611 wurde Verospi Kleriker der Apostolischen Kammer und Auditor der Heiligen Römischen Rota. Letzteres Amt bekleidete er 16 Jahre lang und erwarb sich einen Ruf für juristische Gutachten, detaillierte und langwierige Urteile und das Festhalten von Präzedenzfällen.
Im Jahr 1619 wurde er zum außerordentlichen Nuntius in Wien ernannt und war bald darauf für die Verhaftung von Kardinal Melchior Khlesl verantwortlich, der sich nach dem böhmischen Aufstand geweigert hatte, gegen die Protestanten vorzugehen. 1622 wurde er erneut zum außerordentlichen Nuntius in Wien ernannt, um als Zeuge für die Hochzeit von Kaiser Ferdinand II. mit Prinzessin Eleonora Gonzaga zu fungieren. Gleichzeitig beaufsichtigte er die Überstellung von Kardinal Khlesl nach Rom.
Von 1623 bis 1627 diente Verospi als Gouverneur von Perugia und Umbrien. Verospi entwickelte eine enge Beziehung zu Carlo Barberini, dem Bruder des neuen Papstes Urban VIII. (1623 gewählt). Später beauftragte ihn die Familie Verospi damit, die Heirat von Carlos Sohn Taddeo Barberini mit Anna Colonna im Oktober 1627 auszuhandeln, die er zur Zufriedenheit aller Beteiligten abschloss.
Inmitten der Eheverhandlungen wurde Verospi im Konsistorium vom  30. August 1627 von Papst Urban VIII. zum Kardinal erhoben und zum Kardinalpriester von San Lorenzo in Panisperna ernannt. Noch im gleichen Jahr wurde ihm die Leitung der Konzilskongregation übertragen, deren Präfekt er bis zu seinem Tode blieb. Im Jahr 1633 wechselte er zur Titelkirche Santa Maria della Pace.
Verospi starb am 27. Januar 1639 und wurde in seinem Familiengrab in der Kirche Santissima Trinità dei Monti beigesetzt.